# Meeting de Paris
Ne doit pas être confondu avec Meeting international d'athlétisme de Saint-Denis.
Le Meeting de Paris (anciennement Meeting Areva et Meeting Gaz de France - Paris Saint-Denis) est une rencontre internationale d'athlétisme qui se déroule chaque année au début du mois de juillet au Stade de France de Saint-Denis, en France. En 2016, l'événement est déplacé au samedi 27 août notamment pour laisser place à l'Euro de football qui se tient en France et où la finale est jouée dans ce même Stade de France, et aux Jeux olympiques d'été de Rio de Janeiro, au Brésil.
Fondé en 1984, le Meeting de Saint-Denis fusionne en 2000 avec le Meeting de Charlety et donne naissance au Meeting Gaz de France - Paris Saint-Denis. Il figure de 2000 à 2009 au programme de la Golden League et fait partie depuis 2010 du circuit international de la Ligue de diamant. Le Meeting Gaz de France devient le Meeting Areva en 2009 à l'occasion de son vingt-cinquième anniversaire. En 2016, la compétition prend le nom de Meeting de Paris.

## Éditions
| Édition | Date             | Nom                        | Circuit          | Réf.   |
| ------- | ---------------- | -------------------------- | ---------------- | ------ |
| 1       | 1984             | Meeting de Saint-Denis     |                  |        |
| ...     |                  |                            |                  |        |
| 15      | 3 juillet 1999   | Meeting Gaz de France 1999 | Grand Prix II    | [ 2 ]  |
| 16      | 23 juillet 2000  | Meeting Gaz de France 2000 | Golden League    | [ 3 ]  |
| 17      | 6 juillet 2001   | Meeting Gaz de France 2001 | Golden League    | [ 4 ]  |
| 18      | 5 juillet 2002   | Meeting Gaz de France 2002 | Golden League    | [ 5 ]  |
| 19      | 4 juillet 2003   | Meeting Gaz de France 2003 | Golden League    | [ 6 ]  |
| 20      | 23 juillet 2004  | Meeting Gaz de France 2004 | Golden League    | [ 7 ]  |
| 21      | 1er juillet 2005 | Meeting Gaz de France 2005 | Golden League    | [ 8 ]  |
| 22      | 8 juillet 2006   | Meeting Gaz de France 2006 | Golden League    | [ 9 ]  |
| 23      | 6 juillet 2007   | Meeting Gaz de France 2007 | Golden League    | [ 10 ] |
| 24      | 18 juillet 2008  | Meeting Gaz de France 2008 | Golden League    | [ 11 ] |
| 25      | 17 juillet 2009  | Meeting Areva 2009         | Golden League    | [ 12 ] |
| 26      | 16 juillet 2010  | Meeting Areva 2010         | Ligue de diamant | [ 13 ] |
| 27      | 8 juillet 2011   | Meeting Areva 2011         | Ligue de diamant | [ 14 ] |
| 28      | 6 juillet 2012   | Meeting Areva 2012         | Ligue de diamant | [ 15 ] |
| 29      | 6 juillet 2013   | Meeting Areva 2013         | Ligue de diamant | [ 16 ] |
| 30      | 5 juillet 2014   | Meeting Areva 2014         | Ligue de diamant | [ 17 ] |
| 31      | 4 juillet 2015   | Meeting Areva 2015         | Ligue de diamant | [ 18 ] |
| 32      | 27 août 2016     | Meeting de Paris 2016      | Ligue de diamant | [ 19 ] |
| 33      | 1er juillet 2017 | Meeting de Paris 2017      | Ligue de diamant | [ 20 ] |
| 34      | 30 juin 2018     | Meeting de Paris 2018      | Ligue de diamant | [ 21 ] |
| 35      | 24 août 2019     | Meeting de Paris 2019      | Ligue de diamant | [ 22 ] |
| 36      | 28 août 2021     | Meeting de Paris 2021      | Ligue de diamant | [ 23 ] |
| 37      | 18 juin 2022     | Meeting de Paris 2022      | Ligue de diamant |        |
| 38      | 9 juin 2023      | Meeting de Paris 2023      | Ligue de diamant |        |
| 39      | 7 juillet 2024   | Meeting de Paris 2024      | Ligue de diamant |        |
| 40      | 20 juin 2025     | Meeting de Paris 2025      | Ligue de diamant |        |

## Historique

### Du Stade Auguste-Delaune au Stade de France (1984-1998)
Le premier meeting de Saint-Denis, créé par Michel Zilbermann, Jean Poczobut (à l'époque Directeur technique national de la Fédération française d'athlétisme) et Alain Samson, est disputé de 1984 à 1998 au Stade Auguste-Delaune de Saint-Denis. Robert Chapatte joue un rôle non négligeable pour la réussite de cette première en acceptant de retransmettre le meeting en direct sur Antenne 2. 
Lors de la première édition qui se déroule le 2 juin 1984, le Soviétique Sergueï Bubka bat le record du monde de saut à la perche avec un saut de 5,88 m, devant 15 000 spectateurs. Mais cette première est marquée par un événement inattendu, l'Union soviétique décide de boycotter les Jeux olympiques de Los Angeles et de ce fait, une forte délégation d'athlètes soviétiques - plus importante que prévu initialement - participe au meeting de Saint Denis. De nombreux champions olympiques et champions du monde sont présents, venant en grande partie des pays du bloc de l'Est (dont Tamara Bykova, Serguei Bubka, Jarmila Kratochvílová et Alberto Juantorena). Avec un record du monde et une participation populaire très forte pour l'époque, le meeting est appelé à se renouveler. Mais ce ne sera pas aussi facile que prévu. En 1985, L'engagement des athlètes internationaux n'est pas suffisant et les organisateurs décident d'annuler la compétition qui reprendra l'année suivante en 1986 pour ne plus s’arrêter.
Le meeting se déroule au Stade de France dès 1999 un an après son inauguration.
Le 3 juillet 1999, 57 724 spectateurs assistent au Meeting Gaz de France, soit la plus grosse affluence jamais enregistrée en France lors d'une compétition d'athlétisme. Classé Grand Prix II, le premier meeting attire des athlètes de renoms figurant au sommet de leurs disciplines respectives tels Hicham El Guerrouj, Donovan Bailey, Ivan Pedroso, et Colin Jackson côté masculin, ou Gail Devers, Merlene Ottey, Christine Arron et Kim Batten chez les femmes. La compétition est marquée notamment par la victoire au saut en hauteur du Cubain Javier Sotomayor avec 2,34 m ou encore de la Kazakhe Olga Shishigina, qui s'impose sur 100 mètres haies en 12 s 47. La Russe Angela Balakhonova établit un nouveau record d'Europe du saut à la perche avec 4,55 m.

### Golden League (2000-2009)
En 2000, le Meeting de Saint-Denis et le Meeting de Charlety fusionnent et donnent naissance au Meeting Gaz de France - Paris Saint-Denis. Cette compétition figure lors de cette même saison au programme du circuit international de la Golden League, se situant à la cinquième place au classement IAAF des meetings internationaux, devant notamment les meetings de Berlin et d'Oslo. A quelques semaines des Jeux olympiques de Sydney, la Russe Tatyana Kotova atteint la marque de 7,04 m au saut en longueur, alors que l'Australienne Cathy Freeman s'impose sur 200 m en 22 s 62. L'Algérien Ali Saïdi-Sief bat par ailleurs le record du meeting sur 3 000 m en 7 min 27 s 67.
Quatre records du meetings sont améliorés lors de l'édition 2001 : le 800 m par le Suisse André Bucher (1 min 43 s 34), le 1 500 m par le Marocain  Hicham El Guerrouj (3 min 28 s 38), le 100 m féminin par l'Américaine Marion Jones (10 s 84), et le 3 000 m féminin par la Russe Olga Yegorova (8 min 23 s 75). Le Meeting Gaz de France est classé en troisième position par l'IAAF derrière le Mémorial Van Damme de Bruxelles et le meeting Weltklasse de Zurich.
Le meeting 2002 se déroule dans des conditions climatiques peu favorables (pluie, froid, vent). Les 48 000 spectateurs présents assistent aux victoires des Américains Maurice Greene sur 100 m (9 s 99) et de Gail Devers sur 100 m haies (12 s 56) pour sa première participation à l'épreuve. Deux records du meetings sont battus : le Britannique Jonathan Edwards au triple saut avec 17,75 m et la Russe Tatyana Shikolenko au lancer du javelot avec 64,59 m. En enlevant le concours du saut à la perche masculin, Romain Mesnil devient le premier français à remporter une épreuve de la Golden League.

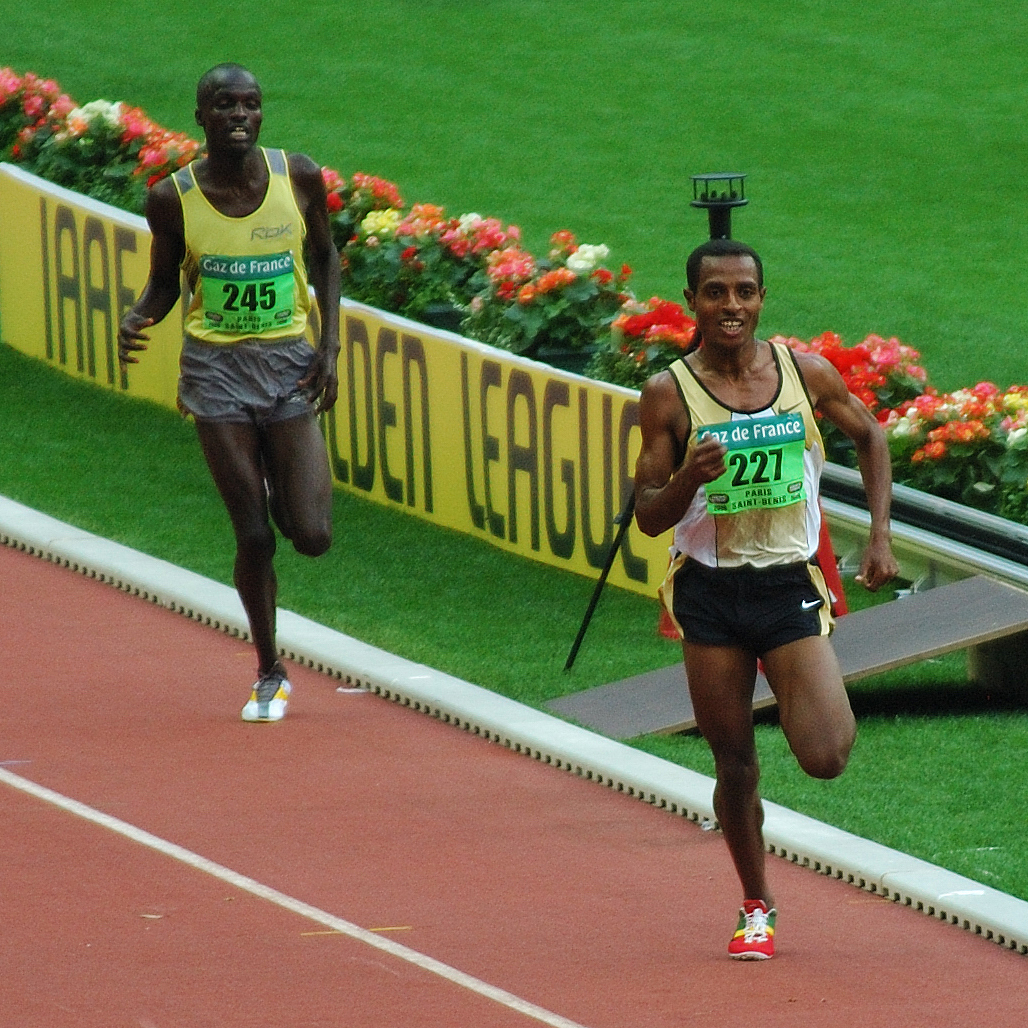
Victoire de Kenenisa Bekele sur 5 000 m lors de l'édition 2006

L'édition 2003 est disputée le 4 juillet 2003 plus d'un mois avant les Championnats du monde qui se déroulent également au Stade de France. La compétition est marquée par la défaite de Haile Gebreselassie sur 5 000 mètres face au Kényan Abraham Chebii, course dans laquelle cinq athlètes sont crédités d'un temps inférieur à 13 minutes. Le Français Bouabdellah Tahri égale le record d'Europe du 3 000 m steeple avec 8 min 06 s 91, Tatiana Lebedeva au triple saut (15,12 m) et Allen Johnson sur 110 m haies (12 s 97) améliorent les records du meeting.
L'épreuve atteint son record de fréquentation en 2004 avec 63 851 spectateurs. Le Namibien Frankie Fredericks, qui dispute le dernier meeting de sa carrière, se classe troisième du 200 m (20 s 35) remporté par le Portugais Francis Obikwelu (20 s 12), qui s'impose par ailleurs dans l'épreuve du 100 m. Le Français Leslie Djhone remporte le 400 m en 44 s 99 alors que sa compatriote Christine Arron enlève le 100 m féminin en 11 s 10. Trois records du meeting sont établis lors de cette réunion : Virgilijus Alekna au lancer du disque (70,21 m), Tonique Williams-Darling sur 400 m (49 s 15) et Yipsi Moreno au lancer du marteau (72,43 m).
Le 1er juillet 2005, le meeting Gaz de France attire 70 253 spectateurs, soit la plus grande affluence jamais enregistrée lors d'une réunion d'athlétisme. Sur la piste, l’Éthiopien Kenenisa Bekele établit la meilleure performance mondiale de l'année sur 5 000 mètres en 12 min 40 s 18, échouant à moins de trois secondes de son propre record du monde. Le Français Ladji Doucouré, quelques semaines avant son titre mondial, remporte le 110 m haies en 13 s 02 (record de France) dans une course relevée.
Quatre records du meetings sont battus lors de l'édition 2006 : le Jamaïcain Asafa Powell, pour sa première participation à l'épreuve parisienne, réalise 9 s 85 sur 100 m, l'Américain Jeremy Wariner s'impose sur 400 m en 43 s 91, la Russe Yuliya Chizhenko établit le temps de 3 min 55 s 68 sur 1 500 m, alors que sa compatriote Yelena Isinbayeva remporte le concours de la perche avec 4,76 m. Kenenisa Bekele signe un deuxième succès consécutif sur 5 000 m en devançant le Kényan Edwin Soi.

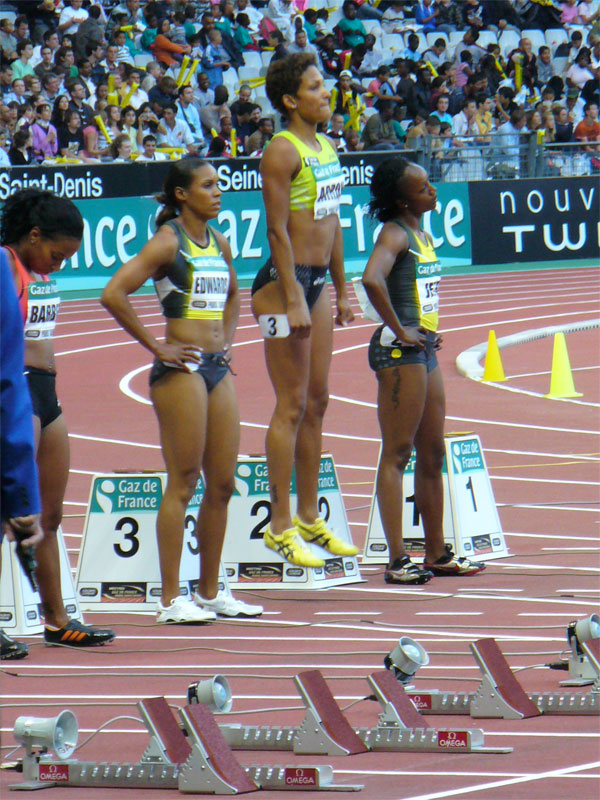
100 m féminin en 2007

L'édition 2007 est marqué par la victoire du Cubain Dayron Robles face au détenteur du record du monde du 110 m haies chinois Liu Xiang. Les deux hommes, qui réalisent le temps de 13 s 13, sont départagés après visionnage de la photo-finish. L'Américain Alan Webb établit la meilleure performance mondiale de l'année sur 1 500 m en 3 min 30 s 54 alors que Yelena Isinbayeva en fait de même au saut à la perche avec 4,91 m. La Croate Blanka Vlašić établit l'autre record du meeting de la soirée en franchissant 2,02 m au saut en hauteur.
Le meeting Gaz de France 2008, qui fête ses dix ans de présence au Stade de France, est marqué notamment par la performance de la Kényane Pamela Jelimo, qui remporte le 800 mètres en 1 min 54 s 97, temps constituant alors un nouveau record du monde junior, un nouveau record d'Afrique et un nouveau record du meeting<. Sur 110 m haies, Dayron Robles domine largement ses adversaires en 12 s 88, et échoue à un centième de seconde seulement de son propre record du monde établi quelques semaines plus tôt à Ostrava. Jeremy Wariner (43 s 86 sur 400 m) et Lucy Wangui (14 min 38 s 47 sur 5 000 m) sont les deux autres athlètes à améliorer les records du meetings.
Disputée de 1999 à 2008 sous le nom de Meeting Gaz de France, l'épreuve change de nom en février 2009 à la suite de l'apparition d'un nouveau sponsor principal (Areva). La compétition, qui se déroule le 17 juillet 2009, est marquée par la victoire sur 100 mètres du Jamaïcain Usain Bolt, qui malgré la pluie, établit la meilleure performance mondiale de l'année en 9 s 79, quelques semaines avant de battre son propre record du monde lors des Championnats du monde de Berlin. La Jamaïcaine Kerron Stewart, vainqueur de l'épreuve féminine en 10 s 99 et l’Américaine Sanya Richards, lauréate sur 400 mètres en 49 s 34 assurent leur troisième succès consécutif dans la Golden League 2009.

### Ligue de diamant (depuis 2010)

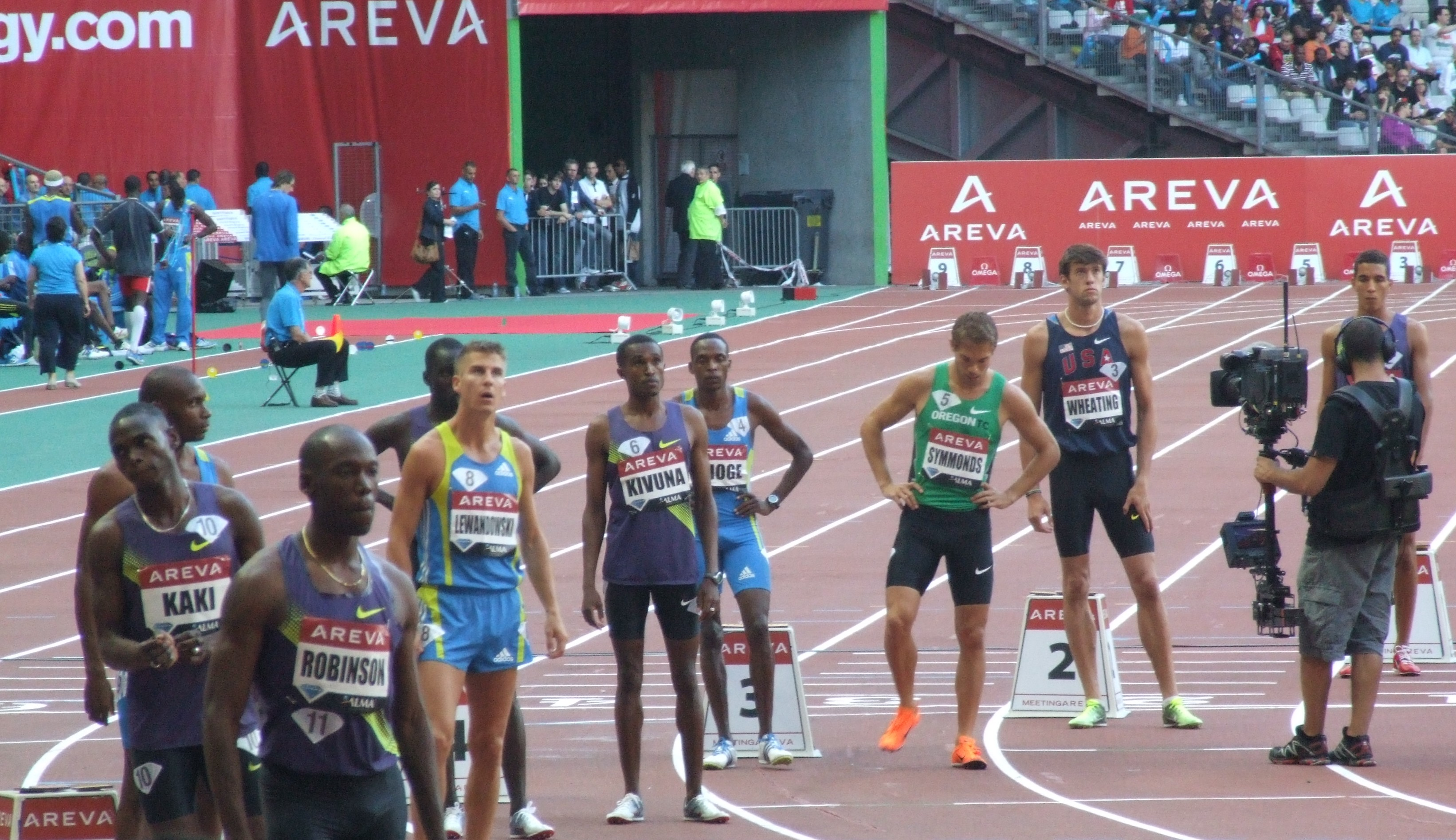
Départ du 800 m masculin lors de l'édition 2010

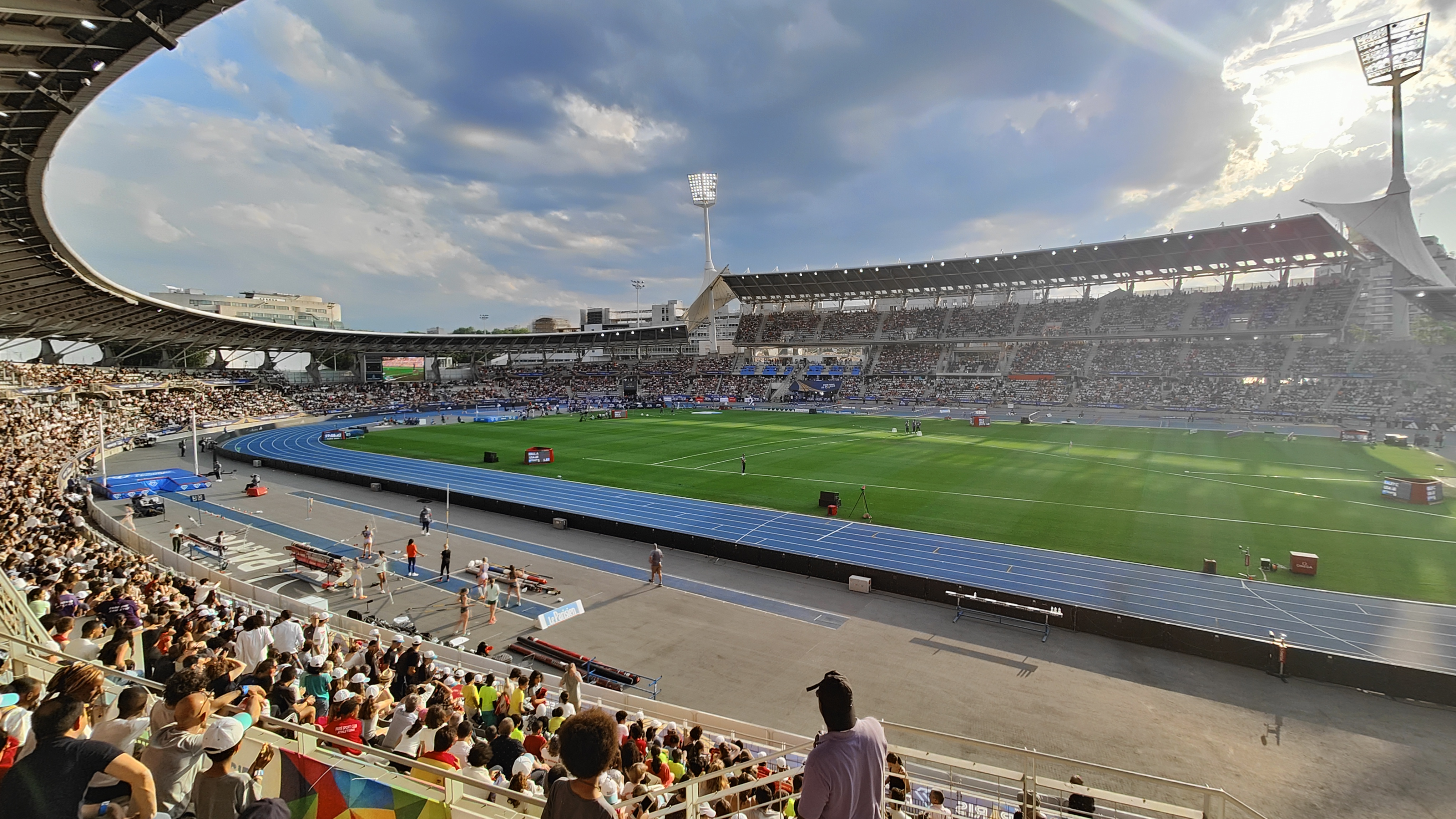
Le meeting 2023 au stade Charléty

Le Meeting Areva figure parmi les 14 meetings internationaux de la Ligue de diamant, circuit international mis en place en 2010 en remplacement de la Golden League. Brimin Kipruto sur 3 000 m steeple (8 min 00 s 90), Vivian Cheruiyot sur 5 000 m (14 min 27 s 41), Nadezhda Ostapchuk au lancer du poids (20,78 m), Blanka Vlašić au saut en hauteur (2,02 m) et Yarelis Barrios au lancer du disque (65,53 m) se distinguent en égalant ou en améliorant les records du meeting. Usain Bolt, qui améliore également le record de la compétition, remporte son deuxième succès d'affilée sur 100 m en 9 s 84, devant ses compatriotes Asafa Powell et Yohan Blake.
En 2011, la compétition est marquée par les meilleures performances mondiales de l'année établies par Yargelis Savigne au triple saut (14,99 m), par Christina Obergföll au javelot (68,01 m, record du meeting) et par Zuzana Hejnová sur 400 m haies (53 s 29). Usain Bolt remporte l'épreuve du 200 m en 20 s 03, devant Christophe Lemaitre (20 s 21), alors que Kelly-Ann Baptiste établit l'une des meilleures marques de l'année sur 100 m en 10 s 91. Sur 110 m haies, le duel Dayron Robles / David Oliver tourne à l'avantage du premier qui s'impose au millième de seconde en 13 s 09
A trois semaines de la cérémonie d'ouverture des Jeux olympiques de 2012, à Londres, les spectateurs du meeting Areva 2012 assistent à cinq meilleures performances mondiales de l'année, un record du meeting et un record du monde junior. David Rudisha sur 800 m (1 min 41 s 54) qui établit un nouveau record du meeting, Paul Kipsiele Koech sur 3 000 m steeple (8 min 00 s 57), Sally Pearson sur 100 m haies (12 s 40), Javier Culson sur 400 m haies (47 s 78) et Dejen Gebremeskel sur 5 000 m (12 min 46 s 81) améliorent les meilleures performances de l'année. Dans cette dernière épreuve, l’Éthiopien Hagos Gebrhiwet termine deuxième en 12 min 47 s 53, réalisant à cette occasion un nouveau record du monde junior. La Tunisienne Habiba Ghribi améliore le record du meeting du 3 000 m steeple en 9 min 28 s 81.
Lors de l'édition 2013, le meeting se tient pour la première fois un samedi (il avait lieu un vendredi les années précédentes). Les têtes d'affiches du Meeting sont Renaud Lavillenie, Christophe Lemaitre et Usain Bolt. Quatre athlètes ont réalisé les meilleures performances de l'année dans leurs disciplines (Usain Bolt sur 200m, Kirani James sur 400m, Ezekiel Kemboi sur 3000m steeple et Tirunesh Dibaba sur 5000m).
Pascal Martinot Lagarde signe un coup d'éclat sur le 110 mètres haies. Il finit deuxième de la course et il devient le deuxième français le plus rapide sur cette distance. Pour la dernière compétition de sa carrière, Romain Mesnil finit 11e avec un saut à 5,30m. Le meeting a battu son record d'affluence à cette occasion: il a attiré plus de 50 000 spectateurs.
Trois records continentaux sont établis lors du meeting Areva 2015 : le Français Jimmy Vicaut sur 100 m, qui en terminant deuxième de l'épreuve derrière le Jamaïcain Asafa Powell, égale le record d'Europe du Portugais Francis Obikwelu en 9 s 86, le Sud-africain Wayde Van Niekerk, auteur d'un nouveau record d'Afrique du 400 m en 43 s 96, et l'Américain Evan Jager, qui améliore son propre records d'Amérique du Nord, d'Amérique centrale et des Caraïbes du 3 000 mètres steeple. Plusieurs meilleures performances mondiales de l'année sont réalisés lors de cette compétition : Silas Kiplagat sur 1 500 m, Orlando Ortega sur 110 m haies, Jairus Birech sur 3 000 m steeple, Shelly-Ann Fraser-Pryce sur 100 m, Eunice Sum sur 800 m, et Nikoleta Kyriakopoulou au saut à la perche. Dans le 5 000 m féminin, Genzebe Dibaba échoue de peu dans sa tentative de record du monde. 
En 2016, le Meeting Areva change de nom pour devenir le Meeting de Paris et prend place à la fin du mois d'août pour notamment laisser place à l'Euro de football et aux Jeux olympiques d'été. 
Le 27 aout 2016, la Bahreïnie Ruth Jebet bat le record du monde du 3 000 m steeple en 8 min 52 s 78 et améliore ainsi de plus de 6 secondes l'ancien record de Gulnara Samitova-Galkina. 
En 2017, le meeting de Paris quitte le Stade de France pour le Stade Charlety.

## Records

### Records du meeting

#### Hommes
| Épreuve           | Record             | Athlète                                               | Nationalité      | Date             | Réf.   |
| ----------------- | ------------------ | ----------------------------------------------------- | ---------------- | ---------------- | ------ |
| 100 m             | 9 s 79 (-0,2 m/s)  | Usain Bolt                                            | Jamaïque         | 17 juillet 2009  |        |
| 200 m             | 19 s 65 (+0,2 m/s) | Noah Lyles                                            | États-Unis       | 24 août 2019     | [ 43 ] |
| 400 m             | 43 s 86            | Jeremy Wariner                                        | États-Unis       | 18 juillet 2008  |        |
| 800 m             | 1 min 41 s 54      | David Rudisha                                         | Kenya            | 6 juillet 2012   |        |
| 1 500 m           | 3 min 27 s 49      | Azeddine Habz                                         | France           | 20 juin 2025     |        |
| Mile              | 3 min 49 s 01      | Hicham El Guerrouj                                    | Maroc            | 29 juillet 1998  |        |
| 3 000 m           | 7 min 27 s 67      | Ali Saïdi-Sief                                        | Algérie          | 23 juin 2000     |        |
| 5 000 m           | 12 min 40 s 18     | Kenenisa Bekele                                       | Éthiopie         | 1er juillet 2005 |        |
| 110 m haies       | 12 s 88 (+0,5 m/s) | Dayron Robles                                         | Cuba             | 18 juillet 2008  |        |
| 400 m haies       | 46 s 93            | Rai Benjamin                                          | États-Unis       | 20 juin 2025     |        |
| 3 000 m steeple   | 7 min 52 s 11 (RM) | Lamecha Girma                                         | Éthiopie         | 9 juin 2023      |        |
| Saut en hauteur   | 2,40 m             | Javier Sotomayor                                      | Cuba             | 19 juillet 1991  |        |
| Saut à la perche  | 6,01 m             | Armand Duplantis                                      | Suède            | 28 août 2021     | [ 43 ] |
| Saut en longueur  | 8,66 m             | Mike Powell                                           | États-Unis       | 29 juin 1990     |        |
| Triple saut       | 18,06 m (+0.4 m/s) | Will Claye                                            | États-Unis       | 24 août 2019     | [ 43 ] |
| Lancer du poids   | 22,44 m            | Tomas Walsh                                           | Nouvelle-Zélande | 24 août 2019     | [ 43 ] |
| Lancer du disque  | 70,21 m            | Virgilijus Alekna                                     | Lituanie         | 23 juillet 2004  |        |
| Lancer du javelot | 91,40 m            | Jan Železný                                           | Tchéquie         | 29 juillet 1998  |        |
| 4 × 100 m         | 38 s 26            | Gavin Smellie Jerome Blake Brendon Rodney Aaron Brown | Canada           | 24 août 2019     | [ 43 ] |

#### Femmes
| Épreuve           | Record              | Athlète               | Nationalité            | Date            | Réf.   |
| ----------------- | ------------------- | --------------------- | ---------------------- | --------------- | ------ |
| 100 m             | 10 s 72             | Elaine Thompson-Herah | Jamaïque               | 28 août 2021    |        |
| 200 m             | 21 s 97             | Merlene Ottey         | Jamaïque               | 29 juin 1990    |        |
| 400 m             | 48 s 81             | Marileidy Paulino     | République dominicaine | 20 juin 2025    |        |
| 800 m             | 1 min 54 s 25       | Caster Semenya        | Afrique du Sud         | 30 juin 2018    | [ 44 ] |
| 1 500 m           | 3 min 49 s 04 (RM)  | Faith Kipyegon        | Kenya                  | 7 juillet 2024  |        |
| 3 000 m           | 8 min 19 s 08       | Francine Niyonsaba    | Burundi                | 28 août 2021    |        |
| 5 000 m           | 14 min 05 s 20 (RM) | Faith Kipyegon        | Kenya                  | 9 juin 2023     |        |
| 100 m haies       | 12 s 21 (+0,7 m/s)  | Grace Stark           | États-Unis             | 20 juin 2025    |        |
| 400 m haies       | 53 s 06             | Kim Batten            | États-Unis             | 29 juillet 1998 |        |
| 3 000 m steeple   | 8 min 52 s 78 (RM)  | Ruth Jebet            | Bahreïn                | 27 août 2016    | [ 45 ] |
| Saut en hauteur   | 2,10 m (RM)         | Yaroslava Mahuchikh   | Ukraine                | 7 juillet 2024  |        |
| Saut à la perche  | 4,91 m              | Yelena Isinbayeva     | Russie                 | 6 juillet 2007  |        |
| Saut en longueur  | 7,15 m              | Heike Drechsler       | Allemagne              | 6 juillet 1992  |        |
| Triple saut       | 15,12 m (-0.9 m/s)  | Tatyana Lebedeva      | Russie                 | 4 juillet 2003  |        |
| Lancer du poids   | 20,78 m             | Valerie Adams         | Nouvelle-Zélande       | 8 juillet 2011  |        |
| Lancer du disque  | 68,60 m             | Sandra Perković       | Croatie                | 30 juin 2018    | [ 44 ] |
| Lancer du marteau | 72,43 m             | Yipsi Moreno          | Cuba                   | 23 juillet 2004 |        |
| Lancer du javelot | 68,01 m             | Christina Obergföll   | Allemagne              | 8 juillet 2011  |        |

### Records du monde
| Date           | Épreuve              |   | Athlète             | Performance   | Record                         |
| -------------- | -------------------- | - | ------------------- | ------------- | ------------------------------ |
| 27 août 2016   | 3 000 mètres steeple | F | Ruth Jebet          | 8 min 52 s 78 | Record du monde                |
| 9 juin 2023    | 2 miles              | H | Jakob Ingebrigtsen  | 7 min 54 s 11 | Meilleure performance mondiale |
| 9 juin 2023    | 5 000 mètres         | F | Faith Kipyegon      | 14 min 5 s 20 | Record du monde                |
| 9 juin 2023    | 3 000 m steeple      | H | Lamecha Girma       | 7 min 52 s 11 | Record du monde                |
| 7 juillet 2024 | Saut en hauteur      | F | Yaroslava Mahuchikh | 2,10 m        | Record du monde                |
| 7 juillet 2024 | 1 500 m              | F | Faith Kipyegon      | 3 min 49 s 04 | Record du monde                |

### Records continentaux
| Date            | Épreuve          | Sexe | Athlète                     | Performance   | Record                                                         |
| --------------- | ---------------- | ---- | --------------------------- | ------------- | -------------------------------------------------------------- |
| 3 juillet 1998  | Saut à la perche | F    | Angela Balakhonova          | 4,55 m        | Record d'Europe                                                |
| 4 juillet 2003  | 3 000 m steeple  | H    | Bouabdellah Tahri           | 8 min 06 s 91 | Record d'Europe (égalé)                                        |
| 18 juillet 2008 | 800 m            | F    | Pamela Jelimo               | 1 min 54 s 97 | Record d'Afrique                                               |
| 6 juillet 2013  | 3 000m steeple   | H    | Mahiedine Mekhissi-Benabbad | 8 min 00 s 09 | Record d'Europe                                                |
| 4 juillet 2015  | 100 m            | H    | Jimmy Vicaut                | 9 s 86        | Record d'Europe (égalé)                                        |
| 4 juillet 2015  | 400 m            | H    | Wayde Van Niekerk           | 43 s 96       | Record d'Afrique                                               |
| 4 juillet 2015  | 3 000m steeple   | H    | Evan Jager                  | 8 min 00 s 45 | Record d'Amérique du Nord, d'Amérique centrale et des Caraïbes |
| 27 août 2016    | Poids            | H    | Tom Walsh                   | 22m00         | Record d'Amérique du Nord, d'Amérique centrale et des Caraïbes |
| 27 août 2016    | 3 000m steeple   | F    | Genevieve Lacaze            | 9'14''28      | Record d'Océanie                                               |
| 30 juin 2018    | 400m haies       | H    | Abderrahman Samba           | 46 s 98       | Record d'Asie                                                  |
| 30 juin 2018    | 400m             | F    | Salwa Eid Naser             | 49 s 55       | Record d'Asie                                                  |
| 30 juin 2018    | 100m             | H    | Su Bingtian                 | 9''91         | Record d'Asie (égalé)                                          |
| 18 juin 2022    | 100m haies       | F    | Tobi Amusan                 | 12''41        | Record d'Afrique                                               |
| 18 juin 2022    | 800m             | H    | Peter Bol                   | 1'44''00      | Record d'Océanie                                               |
| 7 juillet 2024  | 1 500 m          | F    | Jessica Hull                | 3 min 50 s 83 | Record d'Océanie                                               |
| 7 juillet 2024  | 3 000m steeple   | H    | Geordie Beamish             | 8'09''64      | Record d'Océanie                                               |
| 20 juin 2025    | 5 000m           | H    | Birhanu Balew               | 12'48''67     | Record d'Asie                                                  |
| 20 juin 2025    | 5 000m           | H    | Santiago Catrofe            | 12'59''26     | Record d'Amérique du Sud                                       |
| 20 juin 2025    | Javelot          | H    | Luiz Mauricio da Silva      | 86m62         | Record d'Amérique du Sud                                       |

### Records nationaux
| Date            | Épreuve        | Sexe | Athlète                   | Performance |
| --------------- | -------------- | ---- | ------------------------- | ----------- |
| 23 juin 2000    | 3 000m         | F    | Lidia Chojecka            | 8'33''35    |
| 16 juillet 2010 | 400m           | H    | Jonathan Borlée           | 44''77      |
| 16 juillet 2010 | 110m haies     | H    | David Oliver              | 12''89      |
| 16 juillet 2010 | 1 500m         | F    | Hind Dehiba-Chahyd        | 3'59''76    |
| 8 juillet 2011  | Longueur       | H    | Christopher Tomlinson     | 8m35        |
| 8 juillet 2011  | 400m haies     | F    | Zuzana Hejnová            | 53''29      |
| 8 juillet 2011  | Poids          | F    | Jillian Camarena-Williams | 20m18=      |
| 8 juillet 2011  | Poids          | F    | Cleopatra Borel-Brown     | 19m42       |
| 6 juillet 2012  | 1 500m         | F    | Mariem Alaoui Selsouli    | 3'56''15    |
| 6 juillet 2013  | 110m haies     | H    | Ryan Brathwaite           | 13''14=     |
| 6 juillet 2013  | 400m haies     | F    | Zuzana Hejnová            | 53''23      |
| 6 juillet 2013  | Triple-saut    | F    | Hanna Knyazyeva           | 14m58       |
| 5 juillet 2014  | 110m haies     | H    | Hansle Parchment          | 12''94      |
| 5 juillet 2014  | 1 500m         | F    | Sifan Hassan              | 3'57''00    |
| 5 juillet 2014  | 3 000m steeple | F    | Salima El Ouali Alami     | 9'21''24    |
| 4 juillet 2015  | 110m haies     | H    | Sergueï Choubenkov        | 13''06      |
| 4 juillet 2015  | 110m haies     | H    | Konstadínos Douvalídis    | 13''34=     |
| 4 juillet 2015  | Perche         | H    | Konstadínos Filippídis    | 5m91        |
| 4 juillet 2015  | 800m           | F    | Selina Büchel             | 1'57''95    |
| 4 juillet 2015  | 400m haies     | F    | Sara Petersen             | 53''99      |
| 4 juillet 2015  | 400m haies     | F    | Kemi Adekoya              | 54''12      |
| 4 juillet 2015  | Perche         | F    | Nikoléta Kiriakopoúlou    | 4m83        |
| 27 août 2016    | 3 000m         | H    | Albert Rop                | 7'32''02    |
| 27 août 2016    | 1 500m         | F    | Laura Muir                | 3'55''22    |
| 27 août 2016    | 100m           | H    | Ben Youssef Méité         | 9''96=      |
| 1 juillet 2017  | 110m haies     | H    | Milan Trajkovic           | 13''27      |
| 30 juin 2018    | 800m           | F    | Caster Semenya            | 1'54''25    |
| 30 juin 2018    | 800m           | F    | Natoya Goule              | 1'57''69    |
| 30 juin 2018    | 100m           | H    | Bingtian Su               | 9''91=      |
| 30 juin 2018    | 100m           | H    | Abdullah Akbar Mohammed   | 10''03      |
| 30 juin 2018    | 100m           | H    | Hassan Haftian            | 10''03      |
| 30 juin 2018    | 1 500m         | H    | Jakub Holusa              | 3'32''85    |
| 30 juin 2018    | 400m haies     | H    | Kyron McMaster            | 47''54      |
| 24 août 2019    | 100m           | H    | Hassan Haftian            | 10''03      |
| 24 août 2019    | Perche         | F    | Alysha Newman             | 4m82        |
| 24 août 2019    | 1 500m         | H    | Ronald Musagala           | 3'30''58=   |
| 24 août 2019    | 1 500m         | H    | Marcin Lewandowski        | 3'31''95    |
| 24 août 2019    | 800m           | H    | Weslez Vázquez            | 1'43''83    |
| 24 août 2019    | 4x100m         | H    | Equipe du Danemark        | 39''61      |
| 24 août 2019    | 4x100m         | F    | Equipe d'Israël           | 44''79      |
| 28 août 2021    | 3 000m         | F    | Francine Niyonsaba        | 8'19''08    |
| 28 août 2021    | 3 000m         | F    | Ejgayehu Taye             | 8'19''52    |
| 28 août 2021    | 100m haies     | F    | Nadine Visser             | 12''58      |
| 28 août 2021    | Perche         | H    | Ernest John Obiena        | 5m91        |
| 18 juin 2022    | 3 000m steeple |      | Elizabeth Bird            | 9'19''46    |
| 18 juin 2022    | 3 000m steeple | F    | Chiara Scherrer           | 9'20''28    |
| 18 juin 2022    | 200m           | H    | Alexander Ogando          | 20''03      |
| 9 juin 2023     | 800m           | F    | Keely Hodgkinson          | 1'55''77    |
| 9 juin 2023     | 800m           | F    | Noélie Yarigo             | 1'58''65    |
| 9 juin 2023     | Hauteur        | F    | Angelina Topic            | 1m97        |
| 9 juin 2023     | 3 000m steeple | H    | Ryuji Miura               | 8'09''91    |
| 9 juin 2023     | 3 000m steeple | H    | Mohamed Amin Jhinaoui     | 8'12''19    |
| 7 juillet 2024  | 800m           | H    | Djamel Sedjati            | 1'41''53    |
| 7 juillet 2024  | 800m           | H    | Gabriel Tual              | 1'41''61    |
| 7 juillet 2024  | 800m           | H    | Eliott Crestan            | 1'42''43    |
| 7 juillet 2024  | 3 000m steeple | F    | Alice Finot               | 9'05''01    |
| 7 juillet 2024  | 1500m          | F    | Agathe Guillemot          | 3'58''05    |
| 7 juillet 2024  | 3 000m steeple | H    | Avinash Mukund Sable      | 8'09''91    |
| 7 juillet 2024  | 3 000m steeple | H    | Ryuji Miura               | 8'09''91=   |
| 20 juin 2025    | 400m           | F    | Martina Weil              | 49''83      |
| 20 juin 2025    | 5 000m         | H    | Jimmy Gressier            | 12'51''59   |
| 20 juin 2025    | 110m haies     | H    | Jason Joseph              | 13''07=     |
| 20 juin 2025    | Javelot        | H    | Luiz Mauricio da Silva    | 86m62       |
| 20 juin 2025    | 1 500m         | H    | Azeddine Habz             | 3'27''49    |
| 20 juin 2025    | 1 500m         | H    | Stefan Nillessen          | 3'29''23    |
| 20 juin 2025    | 1 500m         | H    | Ruben Verheyden           | 3'30''99    |
| 20 juin 2025    | 1 500m         | H    | Tshepo Tshite             | 3'31''35    |

## Identité visuelle

Logo du meeting de 2009 à 2015
Logo du meeting depuis 2016